# 会津下馆站
會津下館站（日语：／ Aizu-shimodate eki */?）曾經是一個位於福島縣耶麻郡猪苗代町大字三鄉字下館的磐梯急行電鐵（舊・日本硫黃沼尻鐵道部）鐵路車站（廢站）。伴隨磐梯急行電鐵線的廢線於1969年（昭和44年）3月27日廢站。

## 相鄰車站
磐梯急行電鐵
磐梯急行電鐵線
內野－會津下館－荻窪